# Medianoche (novela)
Medianoche (título original en inglés: Evernight) es la primera parte de una serie de cinco libros escritos por la autora estadounidense Claudia Gray. El libro se publicó en mayo de 2008 en Estados Unidos y España.
En España, el libro consiguió estar entre los 10 más vendidos de El Corte Inglés.
La saga está formada por los libros: Medianoche, Adicción (novela), Despedida (novela), Renacer (novela) y Balthazar.

## Argumento
La trama empieza cuando Bianca una joven de 16 años se muda con sus padres a un internado. Bianca no aprecia mucho la idea por lo cual antes de que empiecen las clases intenta fugarse pero se tropieza con un chico que le llama la atención. Este confiesa su nombre, Lucas y la obliga a volver al internado.
Desde ese momento Bianca se enamora de Lucas y poco a poco se entera de muchos secretos que tambalearan su relación.

## Personajes
Bianca Olivier:
Bianca es hija biológica de vampiros. Vivió durante toda su vida en un pequeño pueblo hasta que sus padres deciden internarla al internado Medianoche.
Para mostrar a sus padres su descontento con la situación, decide escaparse del internado poco antes de amanecer. Ahí es donde, accidentalmente, conoce a Lucas, un atractivo nuevo alumno de Medianoche.
Su apariencia física es peculiar, tiene la piel pálida, sus ojos de color marrón hacen contraste con su cabello de color rojizo. Es de constitución delgada y de estatura media. Se enamora de él inmediatamente, por la amabilidad que le demostró desde un principio.
Es muy tímida y le cuesta hacer amistades. No se siente a gusto rodeada de la gente que no conoce y el internado Medianoche le intimida.
Lucas Ross:
Lucas es un atractivo cazador de vampiros de la Cruz Negra, uno de los miembros más hábiles. Él conoce a Bianca cuando ella corría desesperadamente  y pensó que estaba escapando de un vampiro. Luego se enamora perdidamente de Bianca, ya que la considera una niña muy linda y más que nada humana y se va acercando a ella. De pronto Lucas descubre que Bianca es mitad vampiro y en un principio la evita porque no puede relacionarse con un vampiro, aunque termina aceptando a Bianca tal y como es, ya que la ama inmensamente. Y por ese gran amor que siente por ella, ha dejado que ella tome más de una vez de su sangre, exponiéndose a que se pueda convertir en vampiro lo cual sería un gran error ya que traicionaría a su clan.
Adrián Olivier: 
Padre de Bianca, está casado con Celia y ambos son profesores del internado de medianoche. Él es un vampiro
Celia Olivier:
Madre de Bianca, vampiro, profesora de Medianoche y casada con Adrián.
Charlotte Bethany: 
Directora de Medianoche y feroz rival a muerte de la Cruz Negra.
Balthazar Moore:
Estudiante de Medianoche es un vampiro con años de experiencia, poco a poco se hace amigo de Bianca y se enamora perdidamente de ella, cosa que por parte de ella no es correspondida ya que su corazón es de Lucas.
Patrice Devereaux:
Estudiante de Medianoche. Compañera de habitación de Bianca. Al principio no se llevan muy bien, pero después se hacen amigas. Es una vampira. En la novela, se revela que ella fue una «placée» de un estado sureño.
Courtney Briganti :
Estudiante de Medianoche. Se lleva mal con Bianca. Es una vampiro. 
Erich: Amigo de Courtney, se lleva muy mal con Lucas y Bianca, y molesta a Raquel con el fin de beber su sangre hasta que Lucas lo mata.
Raquel Vargas:
Estudiante de Medianoche, llegó por medio de una beca. Amiga de Bianca. Es humana, y había sido acosada por Erich hasta que Lucas lo mató.
Victor Woodson:
Lo apodan "Vic"; es un estudiante humano de Medianoche. Amigo de Bianca y Lucas. Tiene un estilo muy raro, adora usar corbatas estrafalarias y camisas hawaianas.